# Andrea Schorta
Andrea Schorta (Zernez, Grisons, 2 d'abril de 1905 - Chur, 12 de desembre de 1990) fou un romanista suís, especialitzat en l'estudi del romanx.

## Vida i obra
Va estudiar filologia romànica a Zúric, París i Siena i es va doctorar el 1933 amb Jakob Jud a Zúric amb una tesi sobre la parla de Müstair. Des de 1925 havia esdevingut ajudant de Robert von Planta i col·laborador del Rätisches Namenbuch fent inventari dels noms de lloc i de persona dels Grisons. De 1933 a 1939 fou secretari de la Lia Rumantscha. Una gran part de la seva vida (1935-1975), la passà com a redactor i cap de redacció del Dicziunari Rumantsch Grischun.
Va publicar nombrosos articles sobre història de la llengua i sobre toponímia del romanx. També va editar textos antics, particularment textos jurídics.
La seva tasca va ser reconeguda amb el Premi de la Cultura dels Grisons (1977) i fou investit doctor honoris causa per les universitats de Berna (1964) i Innsbruck (1990).

## Publicacions
- Robert von Planta (fundador) / Andrea Schorta: Rätisches Namenbuch. Berna, 1938-
- Lautlehre der Mundart von Müstair (Münster, Kt. Graubünden). Mit ausblicken auf die sprachlichen Verhältnisse des inneren Münsterals, París, Droz, 1938 [publiació de la tesi doctoral]
- Wie der Berg zu seinem Namen kam: kleines rätisches Namenbuch mit zweieinhalbtausend geographischen Namen Graubündens, Chur-Bottmingen/Basel 1988